# 涪城郡
涪城郡，中国南北朝时设置的郡。
南齐设置始平獠郡，属益州。治所在涪城县（又名始平素，今四川三台县西北花园镇）。南朝梁属潼州。西魏废帝二年（553年）改始平郡置涪城郡，治所在涪城县（今四川省三台县西北）。辖境相当今四川省绵阳市、三台县一带。北周改为安城郡。 